# 普拉迪讷
普拉迪讷（法語：Pradines，法語發音：[pʁadin]）是法国洛特省的一个市镇，位于该省西南部，省会卡奥尔市区西北，属于卡奥尔区。

## 地理
普拉迪讷（44°28'44"N, 1°24'15"E）面积16.49 平方千米，位于法国奧克西塔尼大區洛特省，该省份为法国西南部内陆省份，北起顺时针与科雷兹省、康塔爾省、阿韦龙省、塔恩-加龙省、洛特-加龍省和多尔多涅省接壤。
与普拉迪讷接壤的市镇（或旧市镇、城区）包括：卡奥尔、杜埃勒、梅屈埃斯、圣樊尚里沃多尔特、特雷斯普拉谢勒。

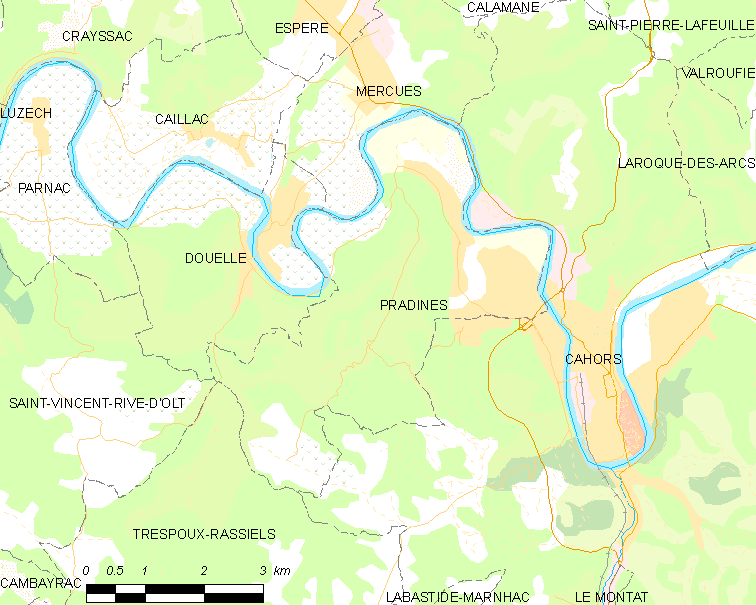
普拉迪讷的OSM定位图

普拉迪讷的时区为UTC+01:00、UTC+02:00（夏令时）。

## 行政
普拉迪讷的邮政编码为46090，INSEE市镇编码为46224。

## 政治
普拉迪讷所属的省级选区为卡奥尔第一县。

## 人口

1962-2008年间普拉迪讷人口变化图示

普拉迪讷于2022年1月1日时的人口数量为3600人。